# 13096 Tigris
13096 Tigris (1993 BE5) là một tiểu hành tinh nằm phía ngoài của vành đai chính được phát hiện ngày 27 tháng 1 năm 1993 bởi E. W. Elst ở Caussols.